# Marvin Faustin
Marvin Faustin (* 22. Oktober 1967 in Barataria) ist ein ehemaliger Fußballspieler aus Trinidad und Tobago.

## Karriere

### Verein
Mindestens ab 1995 spielte Faustin bei den St. Ann’s Rangers aus dem namensgebenden Teil der Hauptstadt Port of Spain. 1998 wechselte er zu San Juan Jabloteh, der in der nahe liegenden Stadt San Juan seinen Sitz hat. Dort spielte er bis zum Ende des Jahres 2001 und beendete dann seine Karriere.

### Nationalmannschaft
Seinen ersten Einsatz für die Nationalmannschaft absolvierte Faustin am 28. Juni 1991 in der Gruppenphase des Gold Cup 1991 im Spiel gegen die Mannschaft der USA, in welchem er zur 66. Minute für Solomon eingewechselt wurde. Beim nächsten Spiel gegen die Costa Rica stand er über die gesamten 90 Minuten auf dem Feld. Nach dem letzten Spiel gegen Guatemala, welches mit 0:1 verloren wurde, war der Wettbewerb für die Mannschaft auch schon wieder gelaufen. Bei der nächsten Ausgabe des Gold Cup im Jahr 1996 kam Faustin in der Partie gegen El Salvador am 10. Januar sowie ein weiteres Mal gegen die USA zum Einsatz. In letzterem wurde er zur 60. Minute eingewechselt. Dieses Mal für Evans Wise. Auch in dieser Gruppenphase wurden wieder alle Spiele verloren.